# Pau Torres
Pau Torres Riba (Barcelona, 4 juni 1987) is een gewezen Spaans voetballer. 
Pau is een product van het Jeugdssysteem van FC Barcelona. Tijdens het seizoen 2005-2006 won Torres met het Juvenil A-team, het hoogste jeugdelftal van FC Barcelona, de División de Honor en de Copa del Rey Juvenil. Het volgende seizoen speelde hij voor FC Barcelona C. Na de opheffing van dit elftal in 2007 werd de doelman door trainer Josep Guardiola overgeheveld naar FC Barcelona B. Hij was in het seizoen 2007-2008 reservedoelman achter Oier Olazábal. 
In de zomer van 2008 vertrok Torres naar Terrassa FC, een ploeg uit de Segunda División B. Later speelde Torres nog bij reeksgenoten UE Sant Andreu (2009-2010), CD San Roque (2010-2011), AD Ceuta (2011-2012) en Club Lleida Esportiu (2012-2015).
Bij deze laatste ploeg speelde hij zich drie seizoenen in de kijker, zodat hij vanaf seizoen 2015-2016 bij  Deportivo Alavés aan de slag kon op het hogere Segunda División A niveau. Daar zou hij reservedoelman zijn van de ploeg, die de promotie naar de Primera División afdwong. De eerste doelman was Fernando Pacheco.
Hij werd niet weerhouden voor het project van het hoogste niveau van het Spaanse voetbal en verhuisde vanaf seizoen 2016-2017 voor twee jaar naar Real Valladolid, ook actief in de Segunda División A. Ook daar werd hij reservedoelman en tijdens het seizoensbegin van 2017-2018 werd hij zelfs  te veel en werd zijn contract ontbonden.
Zo kwam hij vanaf seizoen 2017-2018 terecht bij FC Cartagena, een ploeg uit de Segunda División B, waar hij een contract voor twee seizoenen tekende. Hij werd onmiddellijk de basisspeler voor de reguliere competitie en Marcos Morales verdedigde het doel tijdens de Copa del Rey.  Tijdens de twintigste en tegelijkertijd eerste wedstrijd van de terugronde, een verplaatsing tegen Recreativo Huelva, liep het fout en brak de speler het tweede middenhandsbeentje van zijn linkerhand.  Hij zou tot en met april naast de lijn blijven.  Daardoor werd de ploeg genoodzaakt om een derde keeper aan te werven.  De speler herstelde echter snel en herwon zijn plaats als basisspeler tijdens de laatste vijf wedstrijden van de reguliere competitie.  Op de laatste speeldag werd de ploeg kampioen.  In de eindronde ging het echter mis en werd zowel tegen Rayo Majadahonda als Extremadura UD verloren. Tussendoor werd Celta de Vigo B uitgeschakeld.  Tijdens de voorbereiding van het seizoen 2018-2019 bleek reeds snel dat de ploeg niet verder wilde gaan met de doelman.  Daarom werd op 30 juli 2018 het lopende contract in onderlinge overeenstemming ontbonden.
Tijdens het seizoen 2018-2019 keerde hij terug bij reeksgenoot Club Lleida Esportiu.  Hij zou er nog drie seizoenen actief zijn, waarna hij zijn actieve professionele voetballoopbaan afsloot.